# Unión para el Judaísmo Reformista
La Unión para el Judaísmo Reformista (en inglés estadounidense: Union for Reform Judaism) (URJ) (hasta 2003: Unión de Congregaciones Hebreas Estadounidenses) es el brazo congregacional del judaísmo reformista en América del Norte, la organización fue fundada en 1873 por el rabino Isaac Mayer Wise. La unión está afiliada con la Conferencia Central de Rabinos Estadounidenses. El presidente actual es el rabino Richard Jacobs.

## Membresía
La URJ tiene una afiliación aproximada de unos 880.000 miembros registrados adultos, repartidos en cerca de 900 congregaciones.
Afirma representar a 2,2 millones de miembros, casi un tercio de la población adulta judía estadounidense, incluyendo a muchos judíos, que no son miembros activos de la sinagoga, pero que se consideran próximos al movimiento reformista, haciendo de ella la mayor denominación judía no ortodoxa. La URJ fue un miembro fundador de la Unión Mundial para el Judaísmo Progresista, de la cual la URJ es parte fundacional y constituyente.

## Organización juvenil

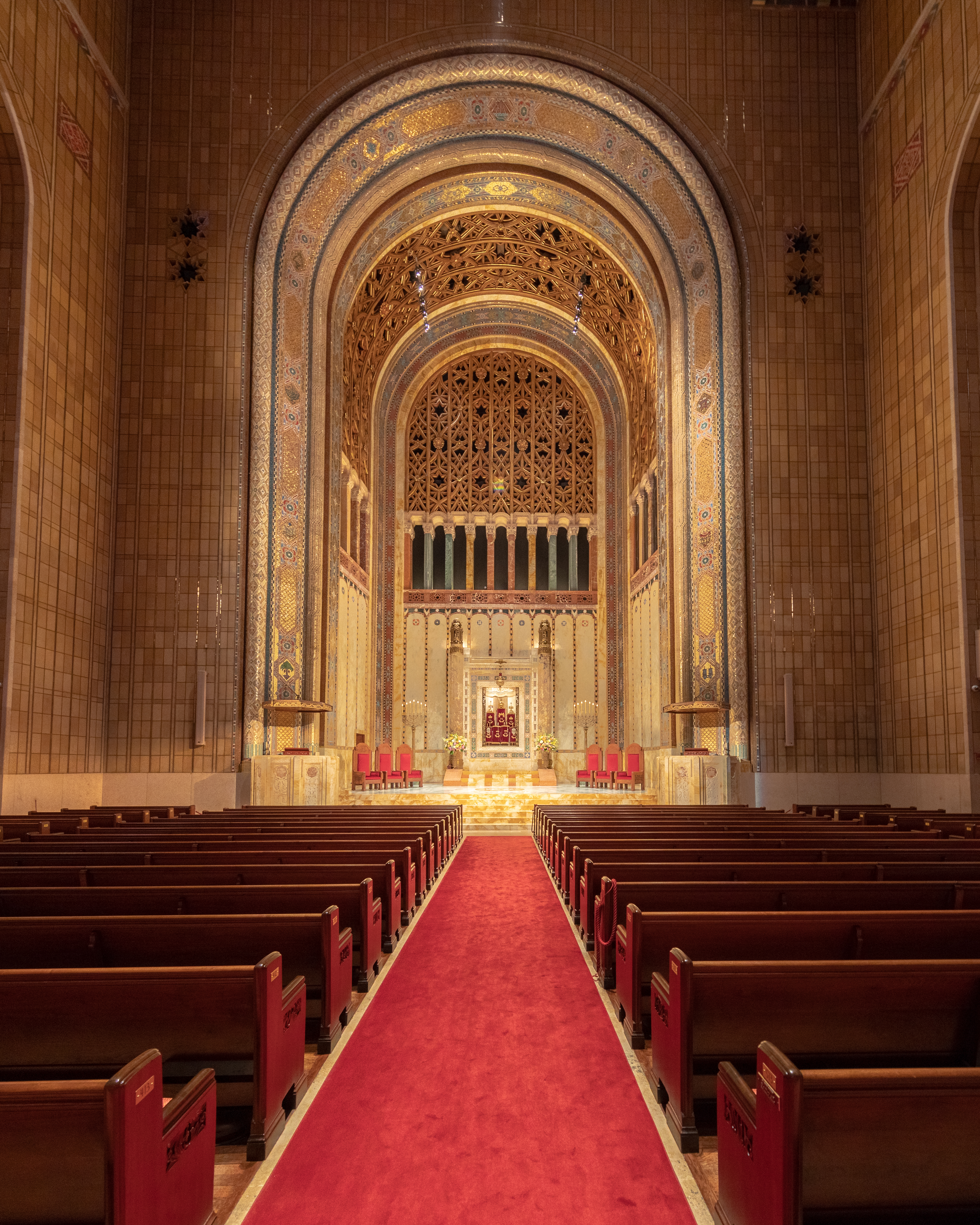
Congregación Emanu-El de Nueva York.

La Federación Norteamericana de la Juventud del Templo (en inglés estadounidense: North American Federation of Temple Youth) (NFTY) es el movimiento juvenil del judaísmo reformista, existe para organizar y apoyar a los grupos juveniles en las sinagogas reformistas. Cerca de 750 grupos locales de jóvenes están afiliados con la organización, incluyendo un total de 8.500 jóvenes miembros. La asociación progresista de escuelas de día reformadas, está afiliada con la URJ. En 2014, había 14 escuelas de día judías que formaban parte de la asociación, dos en Canadá, una en Israel, y el resto en los Estados Unidos.

## Campamentos
Los programas y los campamentos de la URJ, son el mayor sistema de campamentos judíos de los Estados Unidos, con 13 campamentos de verano repartidos por los Estados Unidos, incluyendo entre ellos un campamento deportivo, un instituto de liderazgo para los adolescentes, y programas para los jóvenes con necesidades especiales. Algunos campamentos han ofrecido a los alumnos de instituto, la oportunidad de viajar a Israel durante el verano. La URJ, ofrece varios programas para viajar a Eretz Israel, a miembros de seminarios y estudiantes.